# Nowyj Istocznik
Nowyj Istocznik (ros. Новый Источник) – wieś w Rosji, w rejonie wołogodzkim obwodu wołogodzkiego. W 2010 r. liczyła 432 mieszkańców.